# صوفيا فيليكايا
صوفيا ألكساندروفنا فيليكايا (الروسية: Софья Александровна Великая ؛ ولدت في 8 يونيو 1985) لاعبة مبارزة روسية.  فيليكايا بطلة أوروبية سابقة (أربع مرات فردي، وست مرات فرق)، وبطلة عالمية (مرتين فردي، وست مرات فرق)، وبطلة أولمبية مرتين للفرق. شاركت في أولمبياد 2008، 2012، 2016، و2020، وحصلت على الميدالية الفضية ثلاث مرات في الفردي.
أهدت الميدالية الذهبية الأولمبية التي أحرزها فريقها عام 2016 للروس الذين تم إيقافهم بسبب المنشطات. في يناير 2024، أُدرجت فيليكايا ضمن قائمة وكلاء المرشح الرئاسي فلاديمير بوتين في الانتخابات الرئاسية الروسية لعام 2024.